# Ораоваць (Доній Лапаць)
44°32′ пн. ш. 15°56′ сх. д. / 44.53° пн. ш. 15.93° сх. д.
Ораоваць (хорв. Oraovac) — населений пункт у Хорватії, у Лицько-Сенській жупанії у складі громади Доній Лапаць.

## Населення
Населення за даними перепису 2011 року становило 175 осіб.
Динаміка чисельності населення поселення:

## Клімат
Середня річна температура становить 7,67 °C, середня максимальна – 21,57 °C, а середня мінімальна – -8,07 °C. Середня річна кількість опадів – 1281 мм.
| Клімат поселення                              | Клімат поселення | Клімат поселення | Клімат поселення | Клімат поселення | Клімат поселення | Клімат поселення | Клімат поселення | Клімат поселення | Клімат поселення | Клімат поселення | Клімат поселення | Клімат поселення | Клімат поселення |
| Показник                                      | Січ.             | Лют.             | Бер.             | Квіт.            | Трав.            | Черв.            | Лип.             | Серп.            | Вер.             | Жовт.            | Лист.            | Груд.            |                  |
| Середній максимум, °C                         | 5,41             | 6,32             | 9,24             | 13,19            | 18,18            | 21,57            | 21,57            | 21,09            | 17,31            | 13,12            | 7,96             | 3,93             |                  |
| Середня температура, °C                       | −1,32            | −0,42            | 2,50             | 6,43             | 11,46            | 14,84            | 17,17            | 16,69            | 12,91            | 8,72             | 3,57             | −0,48            |                  |
| Середній мінімум, °C                          | −8,07            | −7,15            | −4,22            | −0,29            | 4,71             | 8,10             | 12,77            | 12,28            | 8,50             | 4,32             | −0,84            | −4,88            |                  |
| Норма опадів, мм                              | 90               | 92               | 98               | 110              | 99               | 101              | 76               | 87               | 119              | 132              | 153              | 124              |                  |
| Середньомісячна швидкість вітру, м/с          | 2.12             | 2.27             | 2.47             | 2.42             | 2.22             | 1.95             | 1.92             | 1.80             | 1.93             | 2.08             | 2.27             | 2.36             |                  |
| Середньомісячна сонячна радіація, кДж/м²·день | 4764             | 7443             | 10939            | 15386            | 19226            | 21125            | 22845            | 19833            | 14802            | 9608             | 5223             | 3997             |                  |
| --------------------------------------------- | ---------------- | ---------------- | ---------------- | ---------------- | ---------------- | ---------------- | ---------------- | ---------------- | ---------------- | ---------------- | ---------------- | ---------------- | ---------------- |
| Джерело:                                      |                  |                  |                  |                  |                  |                  |                  |                  |                  |                  |                  |                  |                  |